# Maciej Ślesicki
Maciej Ślesicki (Warsaw, 12 de abril de 1966) é um cineasta e roteirista polonês. Como reconhecimento, foi nomeado ao Oscar 2015 na categoria de Melhor Documentário em Curta-metragem por Nasza klątwa.